# British National League 1998/99
Die Saison 1998/99 war die dritte Spielzeit der British National League, der zweithöchsten britischen Eishockeyspielklasse. Meister wurden die Fife Flyers.

## Hauptrunde
|    | Klub                 | Sp | S  | OTS | OTN | N  | Tore    | Punkte |
| -- | -------------------- | -- | -- | --- | --- | -- | ------- | ------ |
| 1. | Slough Jets          | 32 | 23 | 0   | 2   | 7  | 137:078 | 48     |
| 2. | Basingstoke Bison    | 32 | 20 | 2   | 2   | 8  | 148:109 | 46     |
| 3. | Guildford Flames     | 32 | 20 | 1   | 1   | 10 | 152:104 | 43     |
| 4. | Peterborough Pirates | 32 | 18 | 2   | 2   | 11 | 152:122 | 40     |
| 5. | Fife Flyers          | 32 | 13 | 2   | 1   | 16 | 121:126 | 31     |
| 6. | Kingston Hawks       | 32 | 12 | 2   | 1   | 17 | 113:127 | 29     |
| 7. | Telford Tigers       | 32 | 11 | 3   | 1   | 17 | 141:160 | 29     |
| 8. | Edinburgh Capitals   | 32 | 9  | 0   | 3   | 20 | 112:185 | 21     |
| 9. | Paisley Pirates      | 32 | 4  | 3   | 1   | 24 | 091:156 | 15     |

## Playoffs

### Gruppe A
|    | Klub                 | Sp | S | OTS | OTN | N | Tore  | Punkte |
| -- | -------------------- | -- | - | --- | --- | - | ----- | ------ |
| 1. | Slough Jets          | 6  | 5 | 1   | 0   | 0 | 28:12 | 12     |
| 2. | Fife Flyers          | 6  | 3 | 0   | 1   | 2 | 29:24 | 7      |
| 3. | Peterborough Pirates | 6  | 2 | 0   | 0   | 4 | 21:28 | 4      |
| 4. | Edinburgh Capitals   | 6  | 1 | 0   | 0   | 5 | 22:36 | 2      |

### Gruppe B
|    | Klub              | Sp | S | OTS | OTN | N | Tore  | Punkte |
| -- | ----------------- | -- | - | --- | --- | - | ----- | ------ |
| 1. | Guildford Flames  | 6  | 4 | 1   | 1   | 0 | 34:16 | 11     |
| 2. | Basingstoke Bison | 6  | 4 | 1   | 0   | 1 | 36:13 | 10     |
| 3. | Kingston Hawks    | 6  | 1 | 1   | 1   | 3 | 23:32 | 5      |
| 4. | Telford Tigers    | 6  | 0 | 0   | 1   | 5 | 25:57 | 1      |

### Halbfinale
- Slough Jets – Basingstoke Bison 3:1
- Guildford Flames – Fife Flyers 3:4

### Finale
- Slough Jets – Fife Flyers 5:6 n. P.